# Anne Revere
Anne Revere (New York, 1903. június 25. – Locust Valley, 1990. december 18.) Oscar- és Tony-díjas amerikai színésznő.

## Fiatalkora
A new york-i születésű Revere az amerikai forradalom hőse, Paul Revere közvetlen leszármazottja volt. Édesapja, Clinton, tőzsdeügynök volt, és így a new jersey-i Upper West Side-on és Westfield-en nevelkedett. 1926-ban fejezte be tanulmányait a Wellesley College-ban. Kezdetben sikertelenül próbált csatlakozni drámai csoportokhoz a középiskolában és az egyetemen, végül Wellesley-ben sikerült drámaórákat vennie. Beiratkozott az American Laboratory School-ba, ahol színészetet tanult Maria Ouspenskaya és Richard Boleslavsky-tól.

## Pályafutása
Ezek után kisebb színházaknál és társulatoknál szerzett színészi tapasztalatokat. 1931-ben debütálta Broadway-n a The Great Barrington című darabbal. Három évvel később Hollywoodba ment, hogy újra eljátssza szerepét a Gyilkos ajtó című darab filmadaptációjában. Ez után Broadway-re, hogy olyan darabokban játsszon, mint az Ahogy tetszik, Három nővér és a Toys in the Attic című darab, amelyért 1960-ban elnyerte a legjobb női mellékszereplőnek járó Tony-díjat színdarabban.
1934 és 1951 között több mint három tucat filmben szerepelt mint karakterszínész. Gyakran kapott anya szerepeket. Többek között Elizabeth Taylor, Jennifer Jones, Gregory Peck, John Garfield és Montgomery Clift édesanyját is alakította. Háromszor jelölték a legjobb női mellékszereplő Oscar-díjára, és a A nagy derby című filmben nyújtott alakításáért el is nyerte. Ezen kívül még olyan nagy filmekben volt látható, mint Bernadette, Úri becsületszó, A mennyország kulcsa, Body and Soul és az Egy hely a nap alatt.
1951-ben lemondott a Screen Actors Guild-ban betöltött posztjáról és közel két évtizedig nem volt látható mozifilmekben. Abban az időben aktív tagja volt az Amerikai Kommunista Pártnak. 1962-ben Joseph Hardy televíziós rendező azért lobbizott, hogy Revere bekerüljön a népszerű szappanoperájába. Végül az ABC kötélnek állt és még megannyi sorozatbéli szereplést biztosított neki. 1970-ben tért vissza a filmvászonra a Mondd, hogy szeretsz, Junie Moon! című filmmel.
Revere és férje, Samuel Rosen színházigazgató New Yorkba költözött és színjátszó iskolát alapítottak. Később kisebb színházaknál, utazó társulatokkal és a televíziónál dolgozott.

## Halála
87 éves korában tüdőgyulladásban hunyt el, a new york-i Locust Valley-i otthonában.

## Fontosabb filmjei
- 1951 – Egy hely a nap alatt
- 1948 – Titok az ajtón túl
- 1947 – Úri becsületszó
- 1947 – Test és lélek
- 1946 – A Sárkányvár asszonya
- 1945 – A múlt angyala
- 1945 – A cingár férfi hazamegy
- 1944 – A nagy derby
- 1934 – Gyilkos ajtó

## Fordítás
- Ez a szócikk részben vagy egészben  az   Anne Revere című angol Wikipédia-szócikk fordításán alapul.  Az eredeti cikk szerkesztőit annak laptörténete sorolja fel. Ez a jelzés csupán a megfogalmazás eredetét és a szerzői jogokat jelzi, nem szolgál a cikkben szereplő információk forrásmegjelöléseként.